# Bernhard Casper
Bernhard Casper (* 24. April 1931 in Trier; † 8. Juni 2022 in Wittnau) war ein deutscher Philosoph und Theologe sowie römisch-katholischer Priester. Er war Professor für Christliche Religionsphilosophie an der Universität Freiburg im Breisgau.

## Leben
Nach dem Abitur 1949 an einem naturwissenschaftlichen Gymnasium in Aschaffenburg studierte er von 1949 bis 1951 Philosophie und Theologie in Freiburg im Breisgau, insbesondere bei Eugen Fink, Max Müller und Bernhard Welte, und von 1951 bis 1956 Philosophie und Theologie an der Päpstlichen Universität Gregoriana in Rom. 1955 empfing er die Priesterweihe für das Bistum Würzburg. Von 1956 bis 1959 war er wissenschaftlicher Assistent Bernhard Weltes am „Lehrstuhl für theologische Grenzfragen“ der Theologischen Fakultät der Albert-Ludwigs-Universität in Freiburg im Breisgau. Nach der Promotion 1959 mit einer Dissertation über die Sozialanthropologie und das Kirchenverständnis des Schellingschülers und Laientheologen Friedrich Pilgram war er von 1959 bis 1963 Seelsorger in der Pfarr-, Krankenhaus- und  Hochschulseelsorge und als Burgpfarrer der Burg Rothenfels. 
1964 arbeitete er mit Klaus Hemmerle und Peter Hünermann in Forschungen zu der religionsphilosophischen und theologischen Relevanz eines geschichtlich-dialogischen Denkens und jüdischer Philosophen des 20. Jahrhunderts zusammen. Nach der Habilitation 1968 für das Fach „Christliche Religionsphilosophie“ mit dem Werk „Das dialogische Denken“, baute er einen Arbeitskreis zur Erschließung der Rezeption Husserls und Heideggers durch die zeitgenössische französische Religionsphilosophie auf. 
1971 wurde er Mitglied des Gesprächskreises „Juden und Christen“ des Zentralkomitees der Deutschen Katholiken. Von 1971 bis 1978 lehrte er als ordentlicher Professor für Fundamentaltheologie an der Theologischen Fakultät der Universität Augsburg (Gründung eines Arbeitskreises „Religionstheoretische Grundlagenforschung“ der Fritz-Thyssen-Stiftung. Mitglied des „Wissenschaftlichen Rates“ und des Arbeitskreises „Wissenschaft und Theologie“ der Katholischen Akademie in Bayern). 
Von 1973 bis 1978 war er Konsultor des Päpstlichen Sekretariates für die Nichtglaubenden. Von 1975 bis 2006 war er Mitglied des Beirates der Bischöflichen Studienförderung Cusanuswerk. Ab 1976 nahm er ständig an den Forschungskolloquien des Istituto di Studi Filosofici „Enrico Castelli“ der Universität La Sapienza zu Grundfragen der philosophischen Anthropologie und von 2002 bis 2012 als Mitglied des „Consiglio direttivo“ dieses Instituts teil. Von 1978 bis 1999 lehrte er als ordentlicher Professor für Christliche Religionsphilosophie in Freiburg im Breisgau. Häufig veranstaltete er Forschungskolloquien mit Emmanuel Levinas und Paul Ricoeur. 1979 wurde Casper Mitherausgeber der Gesammelten Schriften Franz Rosenzweigs. 1995 wurde ihm der Doctor honoris causa durch die Philosophische Fakultät des Institut Catholique de Paris verliehen. 
Auch nach seiner Emeritierung 1999 blieb er weiter tätig, u. a. zur Erforschung des Verhältnisses zwischen philosophischem Denken und christlichem Glauben heute. 2004 wurde er Ehrenmitglied der Internationalen Franz-Rosenzweig-Gesellschaft. Von 2006 bis 2011 war er Herausgeber der Gesammelten Schriften Bernhard Weltes. Von 2007 an hielt er Vorlesungen zu anthropologischen Grundfragen in der Postmoderne und in dem Prozess der Globalisierung. Außerdem nahm er an dem jährlich stattfindenden „Festival der Filosofi lungo l’Oglio“in den Provinzen Brescia und Cremona (Italien) teil. 2012 wurde ihm der Premio Internazionale di Filosofi lungo l’Oglio. „Un libro per il presente“ verliehen.
Er war Mitglied des Editorial Board des Archivio di Filosofia (Archives of Philosophy), Rom, des Wissenschaftlichen Beirats des Jahrbuchs für Religionsphilosophie in Freiburg und des Comité Scientifique für die Edition der Werke von Emmanuel Levinas in Paris. Er war Ehrenvorsitzender der Bernhard-Welte-Gesellschaft und seit 2012 Ehrenbürger der Stadt Travagliato.
Bernhard Casper starb im Alter von 91 Jahren am 8. Juni 2022 in Wittnau bei Freiburg im Breisgau.

## Veröffentlichungen (Auswahl)
- Die Rose der Barmherzigkeit - Ein Hauptwerk des Freiburger Münsters. Herder, Freiburg, 2021, ISBN 978-3-451-38582-7.
- „Geisel für den Anderen – vielleicht nur ein harter Name für Liebe“. Emmanuel Levinas und seine Hermeneutik diachronen da-seins. Alber, Freiburg/München 2020, ISBN 978-3-495-49080-8.
- Das Dialogische Denken. Franz Rosenzweig, Ferdinand Ebner und Martin Buber. Herder, Freiburg Basel Wien 1967. Neuausgabe mit Exkurs zu Emmanuel Levinas: Alber, Freiburg/München 2020, ISBN 978-3-495-48930-7.
- Grundfragen des Humanen. Studien zur Menschlichkeit des Menschen. Schöningh, Paderborn  2014, ISBN 978-3-506-77883-3.
- Angesichts des Anderen. Emmanuel Levinas – Elemente seines Denkens. Schöningh, Paderborn 2009, ISBN 978-3-506-76771-4.
- Das Ereignis des Betens. Grundlinien einer Hermeneutik des religiösen Geschehens. Alber, Freiburg/München 1998, ISBN 978-3-495-47894-3.
- Wesen und Grenzen der Religionskritik. Feuerbach, Marx, Freud. Echter, Würzburg 1974, ISBN 978-3-429-00370-8.
- Hrsg.: Phänomenologie des Idols. Alber, Freiburg/München 1981, ISBN 978-3-495-47453-2.
- Hrsg.: Gott nennen. Phänomenologische Zugänge. Alber, Freiburg/München 1981, ISBN 978-3-495-47454-9.
- mit Walter Sparn Hrsg.: Alltag und Transzendenz. Studien zur religiösen Erfahrung in der gegenwärtigen Gesellschaft. Alber, Freiburg/München 1992, ISBN 978-3-495-47739-7.